# Monopólio natural

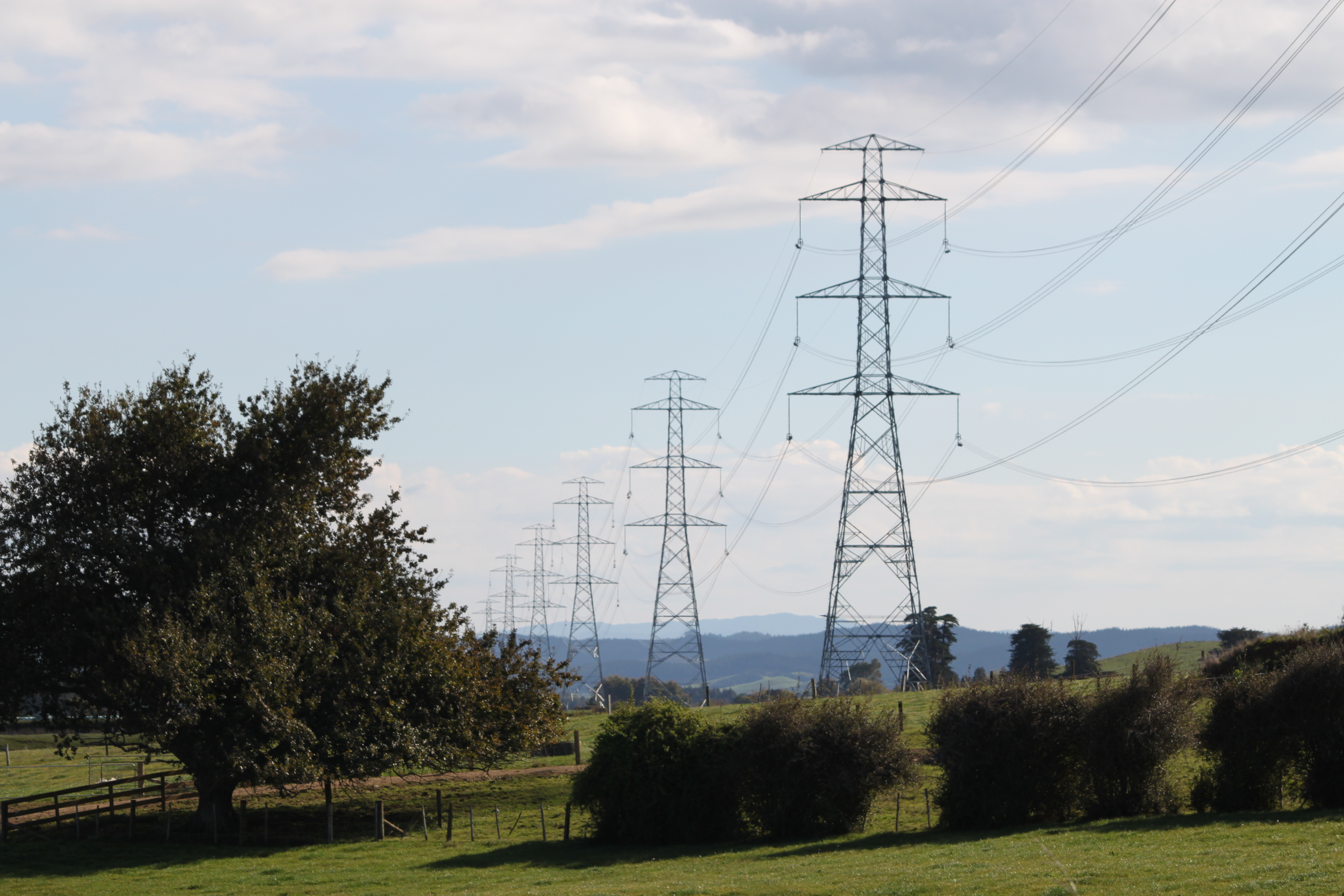
Em pequenos países como a Nova Zelândia, a transmissão de eletricidade é um monopólio natural. Devido aos grandes custos fixos e ao pequeno tamanho do mercado, um vendedor pode atender todo o mercado na seção descendente de sua curva de custo médio, o que significa que terá custos médios mais baixos do que qualquer entrante potencial.

Um monopólio natural é um monopólio em uma indústria na qual altos custos de infraestrutura e outras barreiras à entrada em relação ao tamanho do mercado dão ao maior fornecedor em uma indústria, frequentemente o primeiro fornecedor em um mercado, uma vantagem esmagadora sobre concorrentes potenciais. Isso ocorre frequentemente em indústrias em que predominam os custos capitais, criando economias de escala grandes em relação ao tamanho do mercado; exemplos incluem empresas de serviços públicos como serviços de água e eletricidade. Monopólios naturais foram reconhecidos como fontes potenciais de falha de mercado já no século XIX; John Stuart Mill defendeu a regulamentação do governo para fazê-los servir ao bem público.

## Definição
Dois tipos diferentes de custo são importantes em microeconomia: custo marginal e custo fixo. O custo marginal é o custo para a empresa de atender mais um cliente. Em uma indústria em que não existe um monopólio natural, a grande maioria das indústrias, o custo marginal diminui com as economias de escala e, em seguida, aumenta à medida que a empresa enfrenta dificuldades crescentes (sobrecarregar seus funcionários, burocracia, ineficiências, etc.) Junto com isso, o custo médio de seus produtos diminui e aumenta. Um monopólio natural tem uma estrutura de custos muito diferente. Um monopólio natural tem um alto custo fixo para um produto que não depende da produção, mas seu custo marginal de produzir mais um bem é praticamente constante e pequeno.

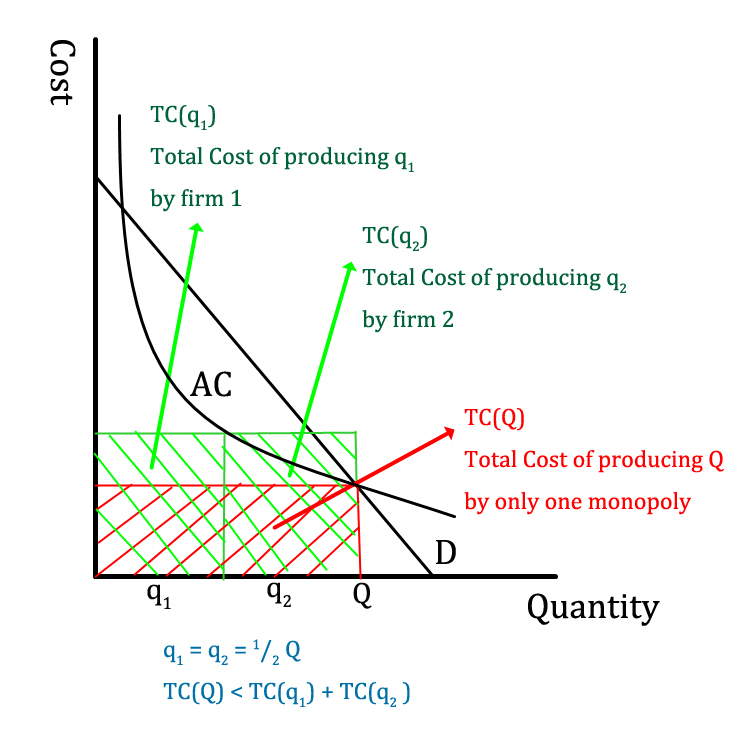
Uma explicação gráfica das ineficiências de se ter vários concorrentes em um mercado naturalmente monopolista.

Todos os setores têm custos associados ao seu ingresso. Frequentemente, uma grande parte desses custos é necessária para o investimento. Indústrias maiores, como as de serviços públicos, requerem um enorme investimento inicial. Essa barreira de entrada reduz o número de possíveis ingressantes no setor, independentemente dos ganhos das corporações. Monopólios naturais surgem quando o maior fornecedor em uma indústria, frequentemente o primeiro fornecedor em um mercado, tem uma vantagem de custo esmagadora sobre outros concorrentes reais ou potenciais; isso tende a ser o caso em setores em que predominam custos fixos, criando economias de escala grandes em relação ao tamanho do mercado, como é o caso dos serviços de água e eletricidade. O custo fixo de construção de uma rede de transmissão concorrente é tão alto, e o custo marginal de transmissão para o operador histórico tão baixo, que efetivamente impede concorrentes potenciais do mercado do monopolista, agindo como uma barreira quase intransponível para a entrada no mercado.
Uma empresa com altos custos fixos requer um grande número de clientes para ter um retorno significativo do investimento. É aqui que as economias de escala se tornam importantes. Como cada firma tem grandes custos iniciais, à medida que a firma ganha participação no mercado e aumenta sua produção, o custo fixo (o que eles investiram inicialmente) é dividido entre um número maior de clientes. Portanto, em setores com grandes necessidades de investimento inicial, o custo total médio diminui à medida que a produção aumenta em uma faixa muito maior de níveis de produção.
As empresas que tiram vantagem das economias de escala muitas vezes enfrentam problemas de burocracia; esses fatores interagem para produzir um tamanho "ideal" para uma empresa, no qual o custo médio de produção da empresa é minimizado. Se esse tamanho ideal for grande o suficiente para abastecer todo o mercado, então esse mercado é um monopólio natural.
Uma vez estabelecido um monopólio natural devido ao grande custo inicial e que, de acordo com a regra das economias de escala, a corporação maior (até certo ponto) tem um custo médio inferior e, portanto, uma vantagem sobre seus concorrentes. Com esse conhecimento, nenhuma empresa tentará entrar no setor e um oligopólio ou monopólio se desenvolverá.

### Definição formal
William Baumol (1977) fornece a definição formal atual de monopólio natural. Ele define um monopólio natural como "[uma] indústria na qual a produção de várias empresas é mais cara do que a produção por monopólio" (p. 810). Baumol vinculou a definição ao conceito matemático de subaditividade; especificamente, a função de custo. Baumol também observou que, para uma empresa que produz um único produto, as economias de escala eram uma condição suficiente, mas não uma condição necessária para provar a subaditividade.

### Exemplos
Ferrovias: Os custos de colocação de trilhos e construção de redes, juntamente com os custos de compra ou aluguel dos trens, proíbem ou impedem a entrada de qualquer concorrente. Também se encaixa nas propriedades de ter as características de um monopólio natural porque a indústria foi considerada como sendo uma indústria com significativas economias de escala de longo prazo.
Telecomunicações e serviços públicos: Os custos de construção de mastros de telecomunicações e o crescimento de uma rede de células seriam exaustivos demais para a existência de outros concorrentes. A eletricidade requer redes e cabos, enquanto os serviços de água e gás requerem gasodutos cujos custos são altos demais para poder ter concorrentes existentes no mercado público. No entanto, os monopólios naturais são geralmente regulamentados e enfrentam concorrência crescente de redes privadas e operadoras especializadas.

## História
O conceito original de monopólio natural é frequentemente atribuído a John Stuart Mill, que (escrevendo antes da revolução marginalista) acreditava que os preços refletiriam os custos de produção na ausência de um monopólio artificial ou natural. Em Princípios de Economia Política, Mill criticou a negligência de Adam Smith em relação a uma área que poderia explicar a disparidade salarial. Pegando o exemplo de profissionais como joalheiros, médicos e advogados, disse ele,
A superioridade da recompensa não é aqui consequência da competição, mas sim da sua ausência: não uma compensação pelas desvantagens inerentes ao emprego, mas uma vantagem extra; uma espécie de preço de monopólio, o efeito não de um legal, mas do que foi denominado um monopólio natural... independentemente de... monopólios artificiais [isto é, concessões do governo], há um monopólio natural em favor de trabalhadores qualificados contra os não qualificados, o que faz a diferença da recompensa exceder, às vezes em múltiplas proporções, o que basta apenas para igualar suas vantagens.
O uso inicial de Mill do termo referia-se a habilidades naturais. Em contraste, o uso contemporâneo comum se refere apenas a falhas de mercado em um tipo específico de indústria, como ferrovia, correio ou eletricidade. O desenvolvimento de Mill da ideia de que 'o que é verdadeiro para o trabalho, é verdadeiro para o capital'. Ele continua;
Todos os monopólios naturais (ou seja, aqueles que são criados pelas circunstâncias, e não pela lei) que produzem ou agravam as disparidades na remuneração de diferentes tipos de trabalho, operam de forma semelhante entre diferentes empregos de capital. Se um negócio só pode ser conduzido de forma vantajosa por um grande capital, isso na maioria dos países limita tão estreitamente a classe de pessoas que podem entrar no emprego, que são capazes de manter sua taxa de lucro acima do nível geral. Um comércio também pode, pela natureza do caso, ser confinado a tão poucas mãos, que os lucros podem admitir ser mantidos por uma combinação entre os negociantes. É bem sabido que mesmo entre um corpo tão numeroso como os livreiros de Londres, esse tipo de combinação continuou existindo por muito tempo. Já mencionei o caso das empresas de gás e água.
Mill também aplicou o termo à terra, que pode manifestar um monopólio natural em virtude de ser a única terra com um determinado mineral, etc. Além disso, Mill referiu-se às indústrias de rede, como energia elétrica e abastecimento de água, estradas, ferrovias e canais, como "monopólios práticos", em que "cabe ao governo submeter o negócio a condições razoáveis para o benefício geral ou reter tal poder sobre ele, de modo que os lucros do monopólio possam, pelo menos, ser obtidos para o público. " Portanto, uma proibição legal contra concorrentes não governamentais é frequentemente defendida; em que as taxas não são deixadas para o mercado, mas são reguladas pelo governo; maximizando os lucros e, subsequentemente, reinvestimento social.
Antes de John Stuart Mill, um monopólio natural era definido pelos economistas dos séculos XIX e XX como uma empresa com eficiência superior de produção em uma indústria com competição excessiva. Para uma discussão sobre as origens históricas do termo 'monopólio natural', ver Mosca (2008).

## Regulação
Como acontece com todos os monopólios, um monopolista que ganhou sua posição por meio de efeitos de monopólio natural pode se envolver em um comportamento que abusa de sua posição no mercado. Nos casos em que a exploração ocorre, muitas vezes leva a pedidos dos consumidores para regulação governamental. A regulação governamental também pode ocorrer a pedido de uma empresa que espera entrar em um mercado que, de outra forma, seria dominado por um monopólio natural.
Argumentos comuns a favor da regulação incluem o desejo de limitar o poder de mercado potencialmente abusivo ou injusto de uma empresa, facilitar a concorrência, promover investimentos ou expansão do sistema ou estabilizar mercados. Isso é especialmente verdadeiro no caso de serviços essenciais como eletricidade, em que um monopólio cria um mercado cativo para um produto que poucos podem recusar. Em geral, porém, a regulação ocorre quando o governo acredita que a operadora, deixada à própria sorte, se comportaria de forma contrária ao interesse público. Em alguns países, uma solução inicial para esse problema percebido foi a provisão governamental de, por exemplo, um serviço público. Capacitar uma empresa monopolística com a capacidade de alterar os preços sem regulação pode ter efeitos devastadores na sociedade. Ramificações disso podem ser exibidas nos protestos de Cochabamba de 2000 na Bolívia, uma situação em que uma empresa com o monopólio do fornecimento de água aumentou excessivamente as tarifas de água para financiar uma barragem; deixando muitos incapazes de pagar o bem essencial.

### História
Uma onda de nacionalização na Europa após a Segunda Guerra Mundial criou empresas estatais em cada uma dessas áreas, muitas das quais operam internacionalmente em licitações sobre contratos de serviços públicos em outros países. No entanto, essa abordagem pode levantar seus próprios problemas. No passado, alguns governos usaram os serviços públicos fornecidos pelo estado como fonte de fluxo de caixa para financiar outras atividades governamentais ou como meio de obter moeda forte. Como resultado, os governos em busca de financiamento passaram a buscar outras soluções, nomeadamente regulação e prestação de serviços numa base comercial, muitas vezes através da participação privada.
Nos últimos anos, grupos de informações observaram a correlação entre subsídios de serviços públicos e melhorias de bem-estar. Hoje, em todo o mundo, os serviços públicos são amplamente usados para fornecer água, eletricidade, gás, telecomunicações, transporte coletivo e serviços postais públicos.

### Regulação alternativa
Alternativas para uma resposta estatal aos monopólios naturais incluem tanto a tecnologia licenciada de código aberto quanto o gerenciamento de cooperativas em que os usuários ou trabalhadores do monopólio detêm o monopólio. Por exemplo, a arquitetura de código aberto da web estimulou o crescimento massivo e evitou que uma única empresa controlasse todo o mercado. A Depository Trust & Clearing Corporation é uma cooperativa americana que fornece a maior parte da compensação e liquidação financeira em toda a indústria de valores mobiliários, garantindo que eles não possam abusar de sua posição de mercado para aumentar os custos. Nos últimos anos, uma alternativa combinada de cooperativa e código aberto para monopólios emergentes da web foi proposta, uma cooperativa de plataforma, em que, por exemplo, a Uber poderia ser uma cooperativa de driver de desenvolvimento e compartilhamento de software de código aberto.